# Samantha Irvin
Samantha Johnson (Dennis, Massachusetts, 9 de enero de 1989) es una anunciadora del ring de lucha libre profesional estadounidense. Es conocida por haber trabajado en su rol como anunciadora en la marca Raw de la empresa WWE bajo el nombre de Samantha Irvin.

## Primeros años
Johnson nació el 9 de enero de 1989 en Dennis, siendo la mayor de seis hermanos. A los cuatro años de edad, comenzó a estudiar música clásica, llegando a competir en flauta clásica a nivel nacional. A la edad de 12 años, su familia se mudó al vecindario North End de New Bedford, donde asistió a Normandin Middle School.
Cuando era niña, era fanática de la lucha libre profesional y asistió a WrestleMania XIV en 1998. Luego asistió a New Bedford High School, donde interpretó a Dorothy Gale en una actuación de El maravilloso mago de Oz y ganó una medalla de oro en las Finales Estatales de Jazz de la Asociación Internacional de Educadores de Jazz como parte del Coro de Jazz de New Bedford High School.
Cuando era adolescente, audicionó dos veces para American Idol. Después de graduarse en 2007, Johnson trabajó como directora del Club de Teatro de la Escuela Secundaria Normandin y como camarera. A la edad de 20 años audicionó para America's Got Talent.

## Carrera en la música
De 2011 a 2015, actuó como vocalista femenina principal en el programa tributo a Michael Jackson, Thriller - Live. En 2015, apareció en la temporada 10 de America's Got Talent, audicionando con «(You Make Me Feel Like) A Natural Woman» de Aretha Franklin; fue eliminada en las semifinales. Más tarde ese año, protagonizó un espectáculo titulado «Home» en el Zeiterion Performing Arts Center en New Bedford en el que cantó, silbó, bailó, contó historias y tocó la flauta; sus cinco hermanos aparecieron en el programa. En 2016, lanzó un EP, 27Underground, que incluía el sencillo debut «Jump High»; sus hermanos proporcionaron coros. En el mismo año, interpretó a Betty Rizzo en una producción de Grease presentada en el New Bedford Festival Theatre. En 2020, Johnson apareció en I Can See Your Voice en FOX, tocando la flauta y cantando «Good as Hell» de Lizzo. Después de mudarse a Las Vegas, apareció en producciones como Vegas! The Show (interpretando a Gladys Knight y Tina Turner).

## Carrera en la lucha libre profesional

### WWE (2021-2024)
Fue presentada a la promoción de lucha libre profesional WWE por el miembro del Salón de la Fama Mark Henry. Originalmente audicionó en el WWE Performance Center para ser luchadora, pero no tuvo éxito. En abril de 2021, WWE la contrató como anunciadora de ring para 205 Live en Peacock, adoptando el nombre de ring Samantha Irvin. Ella pasó a servir como anunciadora de ring para NXT. En enero de 2022, fue ascendida a anunciadora de SmackDown. En febrero de 2023, pasó a ser anunciadora de ring de Raw. En WrestleMania XL en abril de 2024, Samantha presentó 14 combates; su actuación cosechó elogios del veterano locutor Michael Buffer.
El 21 de octubre de 2024, anuncio mediante sus redes sociales que abandonaría su puesto como la anunciadora de Raw y se marcharía de WWE, no sin antes agradecer a la empresa y fanáticos por su buen recibimiento a su trabajo.

## Vida personal
Se comprometió con el luchador profesional Ricochet en 2023. Tiene una hija de una relación anterior.